# Grądy (powiat moniecki)
Grądy – wieś w Polsce położona w województwie podlaskim, w powiecie monieckim, w gminie Knyszyn.
W latach 1919–1954 miejscowość znajdowała się w granicach miasta Knyszyna.
W latach 1954–1959 wieś należała i była siedzibą władz gromady Grądy, po jej zniesieniu w gromadzie Zofiówka. W latach 1975–1998 miejscowość należała administracyjnie do województwa białostockiego.
Nazwa wsi pochodzi od staropolskiego słowa “grądziel” oznaczającego żerdź, drąg. Uzasadnione jest tym, że mieszkali tu ludzie zajmujący się obudową sadzawek królewskich funkcjonujących na rzece Jaskrance, a które usytuowane były nieopodal wsi. Miejscowość stanowiła jedną ze wsi okólnych Knyszyna, zwanych przedmieściami. Była rozlokowana na gruntach miejskich i jej mieszkańców nie obowiązywało odrabianie pańszczyzny, za to spełniali oni rolę służebną wobec miasta.
Wierni kościoła rzymskokatolickiego należą do parafii św. Jana Apostoła i Ewangelisty w Knyszynie.